# Anna Daučíková

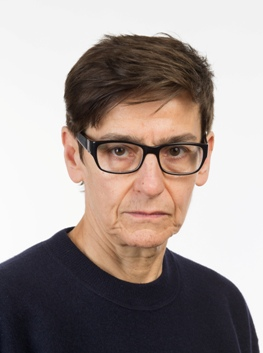
Anna Daučíková (2014)

Anna Daučíková (* 18. August 1950 in Bratislava) ist eine slowakische Malerin, Fotografin und Performancekünstlerin.

## Leben und Werk
Nach Abschluss ihres Studiums an der Hochschule für Bildende Künste Bratislava (1972–1978) zog Anna Daučíková nach Moskau. Dort lebte und arbeitete sie bis 1991. 1991 war sie Mitbegründerin des feministischen Magazins Aspekt, der ersten feministischen Zeitschrift der Slowakei. Seit 1999 hatte sie eine Professur an der Kunstakademie Bratislava inne. 2011 wechselte sie an die Akademie der Bildenden Künste Prag.
2017 war Daučíková Teilnehmerin der documenta 14. Daučíková arbeitet in den Bereichen Glas, strukturelle numerische Malerei, Fotografie, Collage, Video und Skulptur. 2018 wurde sie mit dem Kunstpreis der Schering Stiftung ausgezeichnet.

## Videos
- 1997: Queen’s Finger
- 1997: Kissing Hour
- 1998: Home Exercise
- 2002: We Care about Your Eyes
- 2011: Portrait of a Woman with Institution – Anča Daučíková with Roman Catholic Church